# Pavel Domrachyov
Pavel Sergeyevich Domrachyov (tiếng Nga: Павел Сергеевич Домрачёв; sinh ngày 18 tháng 11 năm 1997) là một cầu thủ bóng đá người Nga. Anh thi đấu cho FC Luki-Energiya Velikiye Luki.

## Sự nghiệp câu lạc bộ
Anh có màn ra mắt tại Giải bóng đá chuyên nghiệp quốc gia Nga cho FC Luki-Energiya Velikiye Luki vào ngày 11 tháng 8 năm 2017 trong trận đấu với FC Znamya Truda Orekhovo-Zuyevo.